# 120P/Mueller
120P/Mueller (także Mueller 1) – kometa krótkookresowa z rodziny komet Jowisza.

## Odkrycie
Kometę tę odkryła Jean Mueller 18 października 1987 roku w Obserwatorium Palomar. W nazwie znajduje się nazwisko odkrywczyni.

## Orbita komety i właściwości fizyczne
Orbita komety 120P/Mueller ma kształt elipsy o mimośrodzie 0,34. Jej peryhelium znajduje się w odległości 2,73 j.a., aphelium zaś 5,55 j.a. od Słońca. Jej okres obiegu wokół Słońca wynosi 8,42 roku, nachylenie do ekliptyki to wartość 8,8˚.
Średnica jądra tej komety to 3 km.